# 尼瑟山
46°22′55.78″N 7°22′25.22″E / 46.3821611°N 7.3736722°E
尼瑟山（Niesehorn），是瑞士的山峰，位於該國中西部，由伯恩州負責管轄，屬於伯爾尼山的一部分，距離伯爾尼60公里，海拔高度2,776米，每年平均降雨量1,395毫米。